# District de Lê Chân
Lê Chân est un district urbain (quận) de Haïphong dans le delta du fleuve Rouge au Viêt Nam.

## Géographie
La superficie du district est de 12 km2. 